# Россихин, Евсей Фадеевич
Евсей Фадеевич Россихин (22.07.1913, д. Нижняя Ирга, Красноуфимский уезд, Пермская губерния, Российская империя — 17.11.1996, Екатеринбург, Россия) — командир расчёта миномётной батареи 244-го гвардейского стрелкового полка, гвардии старший сержант, полный кавалер ордена Славы.

## Биография
Родился 22 июля 1913 года в деревне Нижняя Ирга Красноуфимского уезда (ныне — Красноуфимский район Свердловской области). Член ВКП(б)/КПСС с 1944 года. Окончил 7 классов. Работал столяром в Свердловске.
В Красной Армии и в боях Великой Отечественной войны с июня 1942 года. Участвовал в Сталинградской битве. За отличие в боях в феврале 1943 года награждён орденом Красной Звезды. В дальнейшем освобождал Украину, Польшу, штурмовал Берлин.
Командир расчёта батареи 120-миллиметровых миномётов 244-го гвардейского стрелкового полка гвардии старший сержант Россихин на висленском плацдарме в районе города Остроленка 26 сентября 1944 года огнём из миномёта вывел из строя два пулемёта и свыше десяти противников.
Приказом командира 82-й гвардейской стрелковой дивизии от 23 октября 1944 года за мужество, проявленное в боях с врагом, гвардии старший сержант Россихин награждён орденом Славы 3-й степени.
15 января 1945 года у населённого пункта Липска Воля из миномёта поразил две пулемётные точки, разбил два блиндажа, уничтожил миномётный расчёт и до отделения вражеской пехоты.
Приказом по 8-й гвардейской армии от 13 апреля 1945 года гвардии старший сержант Россихин награждён орденом Славы 2-й степени.
В боях в западной части Мюнхеберга на подступах к восточней окраине Берлина 20 апреля 1945 года миномётным огнём уничтожил бронетранспортёр, три пулемёта с расчётами и двадцать противников. 23 апреля при форсировании реки Шпрее умело сосредоточил огонь, дав возможность пехоте расширить плацдарм. Уничтожил четыре пулемётные точки и более тридцати солдат противника. 25 апреля при штурме канала Тельтов уничтожил дзот.
Указом Президиума Верховного Совета СССР от 15 мая 1946 года за мужество, отвагу и героизм, гвардии старший сержант Россихин Евсей Фадеевич награждён орденом Славы 1-й степени.
Также награждён орденами Отечественной войны 1-й степени (06.04.1985), Трудового Красного Знамени, Красной Звезды (23.02.1943), медалями, в том числе медаль «За оборону Сталинграда» (20.08.1943).
В 1945 году старшина Россихин демобилизован. Жил в городе Свердловск. Работал старшим мастером объединения «Уралэнергоцветмет».
Участник Парада Победы 1995 года. Умер 17 ноября 1996 года. Похоронен на Широкореченском кладбище.